# يو إف سي على فوكس: جونسون ضد بينافيدز 2
يو إف سي على فوكس: جونسون ضد بينافيدز 2 (بالإنجليزية: UFC on Fox: Johnson vs. Benavidez 2)‏ هو حدث لفنون القتال المختلطة نظمته يو إف سي، أُقيم في 14 ديسمبر 2013، على أركو أرينا في ساكرامنتو، كاليفورنيا، الولايات المتحدة.